# Aspatria
Aspatria este un oraș în comitatul Cumbria, regiunea North West England, Anglia. Orașul se află în districtul Allerdale.